# Spåtistel
Spåtistel (Carlina vulgaris) är en art i familjen korgblommiga växter.

## Synonymer

### Vetenskapliga namn
- Carlina bieberstenii Bern. ex Hornem.
- Carlina longifolia Rchb

### Svenska namn
- Blomtistel (Småland [2]
- Spåmanstistel
- Stjärntistel (Småland) [2]

## Etymologi

### Det vetenskapliga namnet
Longifolia betyder "långbladig"
Vulgaris betyder "allmän"
För härledningen av Carlina finns två teorier: 
1. Det finns en tistelliknade sippa som i en norditaliensk dialekt kallas cardelina, detta namn har via namnet på fågeln steglits, Carduelis carduelis, (tyska Distelfink — tistelfink — härletts till latinska Carduus, vilket blivit det vetenskapliga namnet på piggtistelsläktet.
2. Enligt en skröna skulle Karl den store (742- -814), alternativt kejsar Karl V (1500- -1558) haft en dröm där en ängel sade att växten silvertistel skulle vara bra mot pest varför Karl anbefallde växten för soldaterna i sin här. Växten fick då namnet Karlsblume (Karlblomma), vilket skulle bli roten till latinska namnet på silvertistel, Carlina acaulis. Av källan, tyska Wikipedia, framgår inte i vilken form silvertisteln skulle användas som botemedel.
Det finns noteringar [4] om att man förr åt spåtistelns blomkorg ungefär som kronärtskocka. Kanske var det så soldaterna skulle förebygga pest?

### Svenska
Namnet spå(mans)tistel har växten fått därför att den sägs kunna spå väder. Sedan den blommat ut står stråna kvar över vintern, och på våren visar de hoptorkade hyllebladen en hygroskopisk effekt: Vid hög relativ luftfuktighet (RH) drar de ihop sig till en holk, vid lågt RH står de rätt ut.
Mekanismen är att undersidan av bladen drar åt sig mera vatten än översidan.